# Stellaria rupestris
Stellaria rupestris là loài thực vật có hoa thuộc họ Cẩm chướng. Loài này được (Turcz.) Hemsl. miêu tả khoa học đầu tiên năm 1886.